# Фудзісіро Нобуйо
Фудзісіро Нобуйо (яп. 藤代 伸世, нар. 25 січня 1960, Тіба —) — японський футболіст, що грав на позиції півзахисника.

## Клубна кар'єра
Грав за команду NKK, Сумітомо.

## Виступи за збірну
Дебютував 1988 року в офіційних матчах у складі національної збірної Японії. У формі головної команди країни зіграв 2 матчі.

## Статистика
Статистика виступів у національній збірній.
| Збірна Японії | Збірна Японії | Збірна Японії |
| Роки          | Ігри          | голи          |
| ------------- | ------------- | ------------- |
| 1988          | 2             | 0             |
| Усього        | 2             | 0             |